# إغوانة سان بيدرو نولاسكو
إغوانة سان بيدرو نولاسكو (الاسم العلمي: Ctenosaura nolascensis) (بالإنجليزية: San Pedro Nolasco iguana)‏ هي نوع من الزواحف تتبع جنس الإغوانة شائكة الذيل من الفصيلة الإغوانية.